# Catoptria siliciellus
Catoptria siliciellus is een vlinder uit de familie grasmotten (Crambidae). De wetenschappelijke naam is voor het eerst geldig gepubliceerd in 1893 door Rebel.
De soort komt voor in Europa.